# Зачарована гора
«Зачарована гора» (нім. Der Zauberberg) — філософський роман німецького письменника Томаса Манна, що вийшов у видавництві С. Фішер у 1924 року.

## Короткий опис
Роман присвячений становленню особистості простакуватого Ганса Касторпа, який навідує двоюрідного брата в санаторії Давоса й потрапляє під чари мікрокосмосу тих, хто «живе нагорі». Серед неповторної атмосфери декадансу й зачаєної смерті Ганс Касторп знайомиться з яскравими персонажами: паном Сеттембріні, адвокатом поступу й просвітництва, містичним єзуїтом Нафтою, екзотичним гедоністом Пепперкорном та магнетичною панею Шоша, втіленням любовного потягу. Тритижневі гостини Ганса затягуються на довгі роки, й зачароване поле Гори розриває лише несподіваний удар грому, провісник війни.
«Зачарована гора» — ключовий філософський роман німецької літератури ХХ сторіччя.
|  | Це роман про час (Zeitroman) у подвійному сенсі: в історичному, адже він намагається відтворити внутрішній світ повоєнної епохи в Європі, але також і тому, що сам час є предметом цього роману. Адже час виступає не лише досвідом романного героя, тут ідеться про час зсередини, про сам час. Сама книжка є тим, про що вона розповідає; адже коли вона без кінця описує герметичну зачарованість молодого героя роману, сама вона прагне за допомогою мистецьких прийомів усунути час, намагаючись надати всьому музично-ідейному світові роману можливої повноти в кожній миті оповіді й створити таким чином магічний момент, «nunc stans». |

Томас Манн (з «Вступу до „Зачарованої гори“ для студентів Принстонського університету», 1939 р.)

## Історія написання

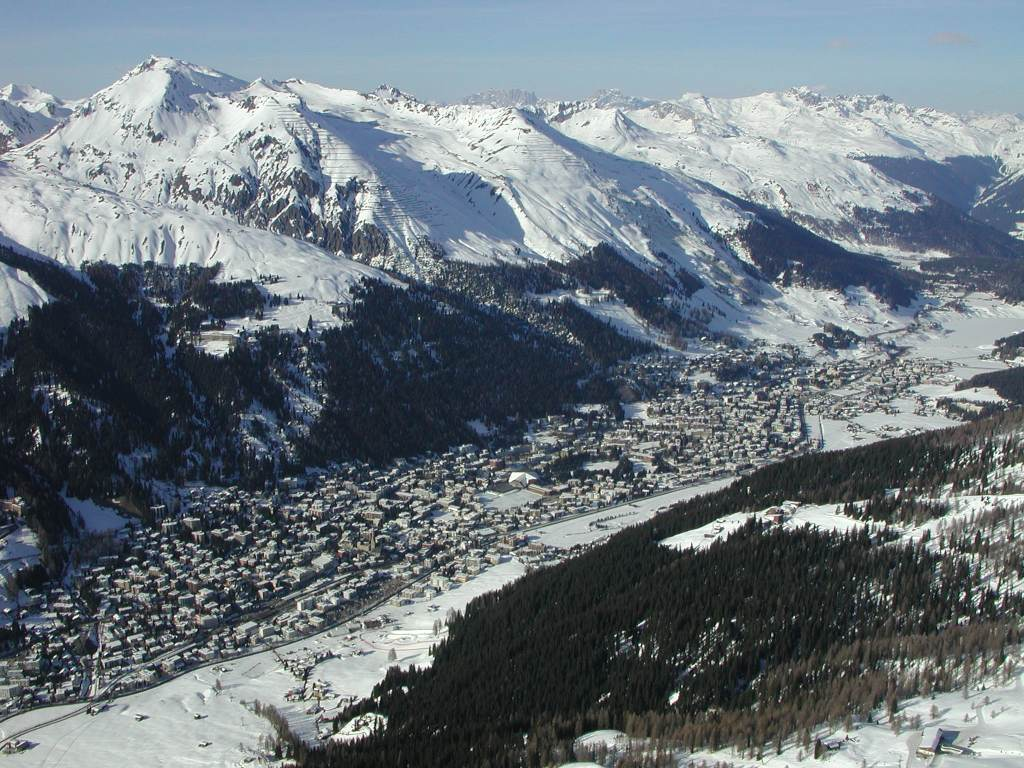
Гірська місцевість біля Давосу, місце дії роману

Приводом до написання роману були відвідини Томасом Манном дружини Каті Манн, що на той час перебувала в санаторії Давосу (нім. Waldsanatorium, Davos Platz, Dr. F. Jessen). За час свого тритижневого перебування в санаторії Томас Манн особисто познайомився зі щоденним життям «там, нагорі», про яке вже досить докладно знав з численних листів дружини. Спершу він мав намір написати сатиричну новелу, яка виглядала б як протилежність до новели «Смерть у Венеції» (1912).
Роботу над «Зачарованою горою» Томас Манн почав у 1913 році, перервавши навіть написання іншого роману «Сповідь афериста Фелікса Круля». Та Перша світова війна змусила його зупинити роботу. За роман він знову взявся лише в 1920 році. Попередньо запланована новела розрослася до двотомного роману, чи як жартома казав сам Томас Манн дещо «розтягнутого short story». 1924 року роман вийшов друком у видавництві С. Фішер.
Деякі мотиви «Зачарованої гори» можна віднайти у ранньому оповідання Томаса Манна «Трістан», в якому Антон Кльотерйан везе свою хвору на сухоти жінку в гірський санаторій. Там він знайомиться з письменником Детлевом Шпінелем, який спонукає Габрієлу виконати на піаніно уривок з опери Вагнера «Трістан та Ізольда», хоча лікарі приписали пацієнтці уникати будь-яких хвилювань.

## Критика
Відразу після виходу «Зачарована гора» отримала визнання як ключовий філософський роман німецької літератури нового століття. Заведено вважати, що на прикладі замкнутого мікрокосму санаторію Манн дав панораму ідейному життю європейського суспільства напередодні світової війни. Сьюзен Зонтаг в нарисі «Хвороба як метафора» трактує опис туберкульозу в книзі як метафору декадентської свідомості, яке прагне будь-яким способом уникнути відповідальності за власні вчинки.
«Зачарова гора» — один з перших художніх творів, де заторкується тема психоаналізу. Як і Фрейд, Томас Манн намагався розібратися в причинах того, чому інтелігенція початку XX століття виявилася настільки заворожена недугою, розпадом, смертю. Роман був написаний приблизно в той час, коли Фрейд відкрив в людині непереборний «потяг до смерті». Будні мешканців санаторію в «Зачарованій горі» описані Манном не без іронії, що контрастує з високою трагедією новели «Смерть у Венеції», присвяченій тій же самій темі пасивності декадансу, «перемоги сил хаосу над силами порядку».
В романі вбачали літературний прояв діалогу, який автор вів зі своїм братом Генріхом Манном, філософія якого була схожою на гуманістичний позитивізм Сеттембріні, водночас інші автори тлумачили Сеттембріні та Нафту як дві душі автора. На думку історика Енцо Траверсо, Томас Манн у романі зробив літературне передбачення дихотомії європейських інтелектуалів міжвоєнного періоду: «з одного боку, інтелектуал-демократ із цінностями раціоналізму й антифашизму [Сеттембріні], з іншого — нігіліст-романтик, який марить апокаліпсисом і повстає проти модерності [Нафта]». Водночас сам Манн у ті роки перейшов з одного полюса цієї дихотомії на інший, адже «наприкінці Першої світової війни опублікував маніфест „консервативної революції“ „Роздуми аполітичного“, але потім утілив демократичну свідомість своєї країни, коли у вигнанні в Сполучених Штатах кинув „Заклик до німців“, викриваючи злочини націонал-соціалізму».

## Оформлення першодруку роману

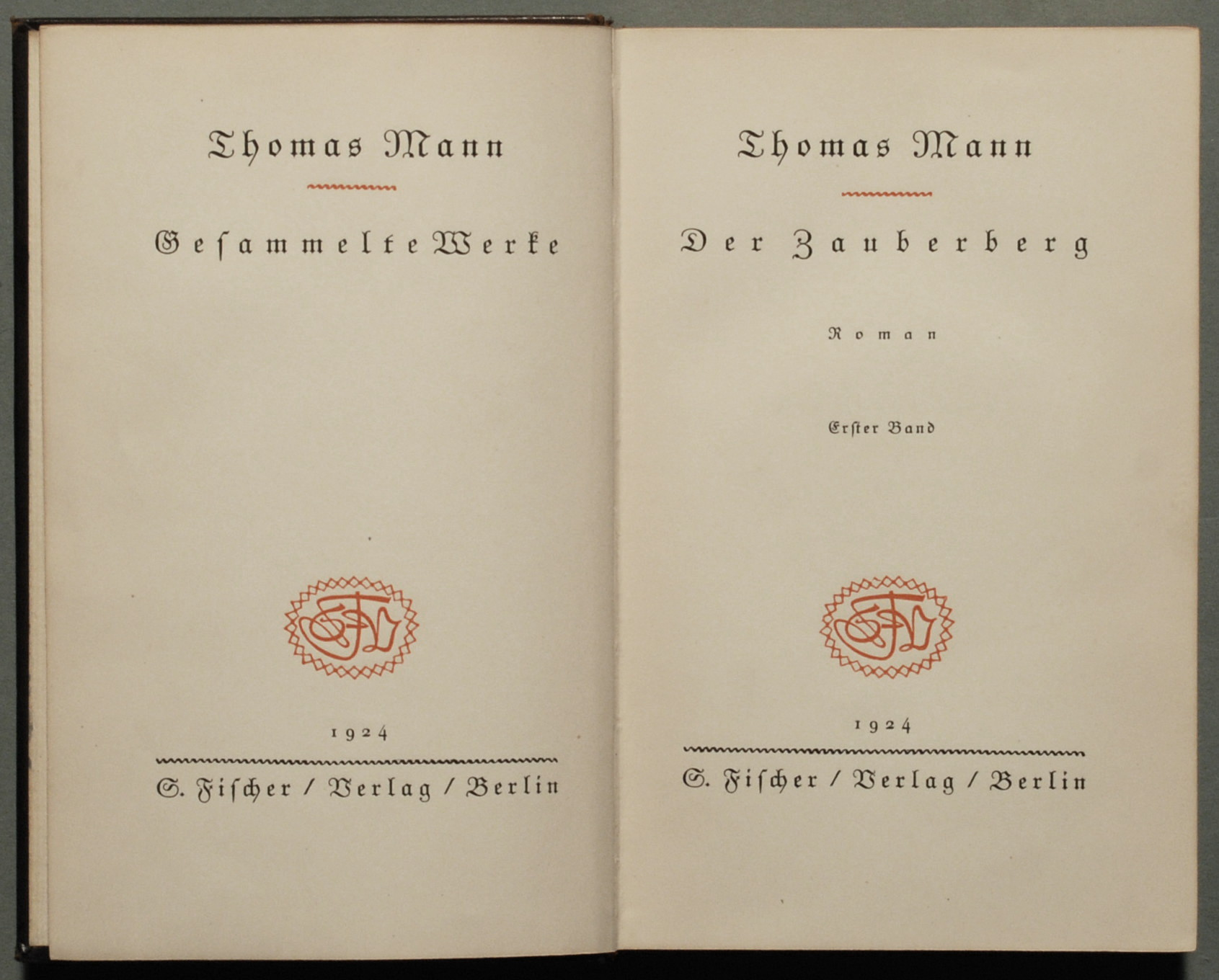
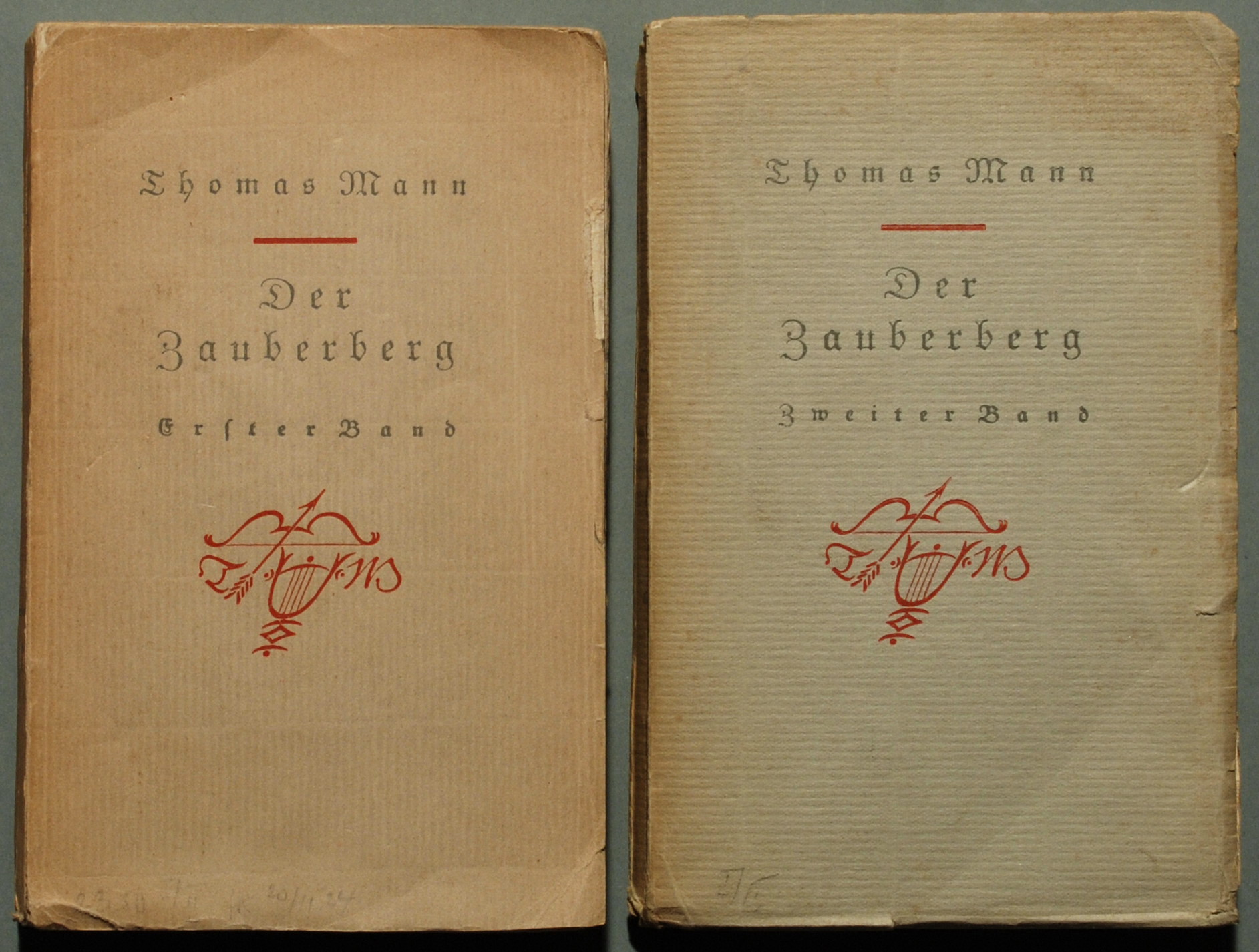
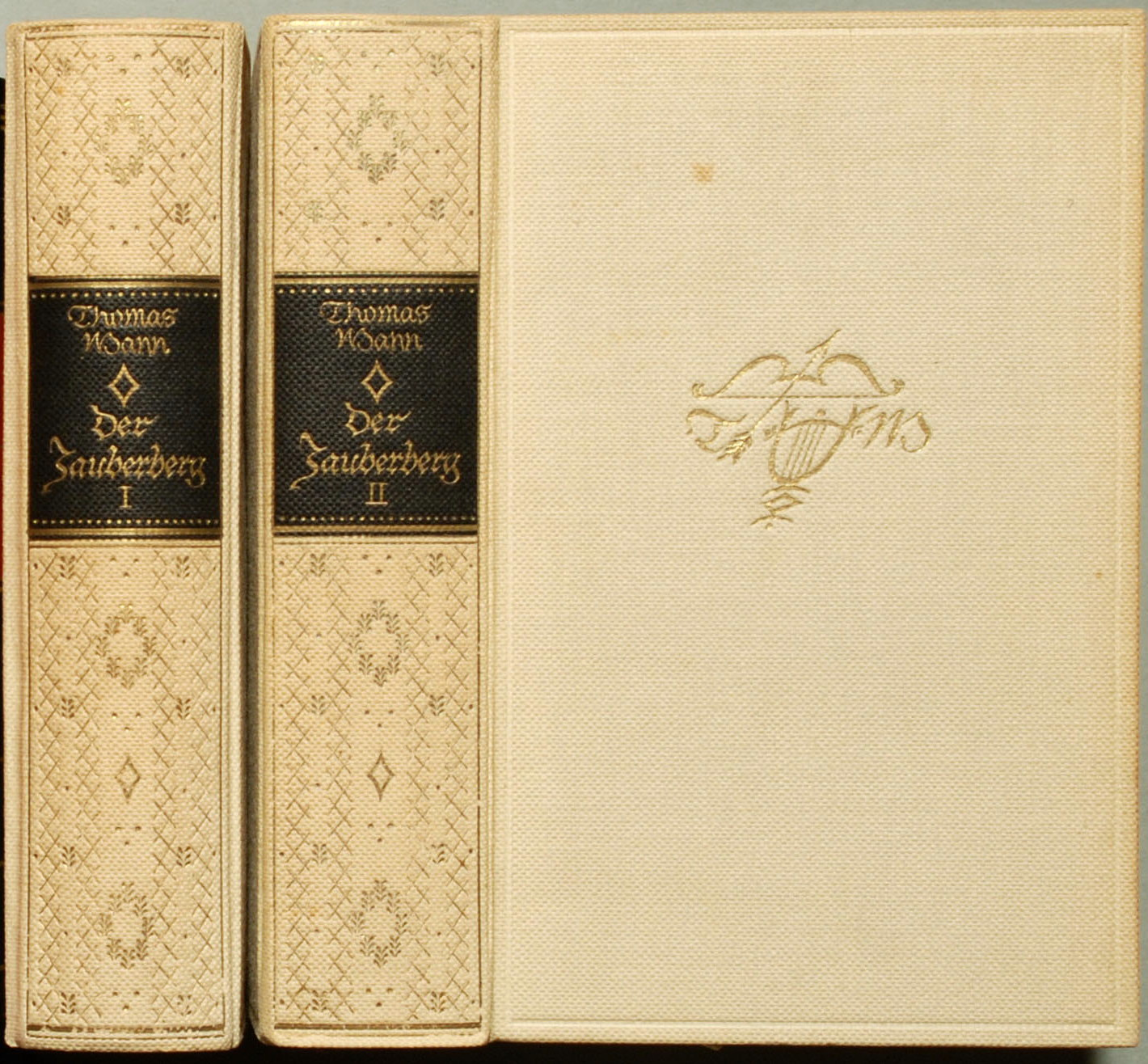
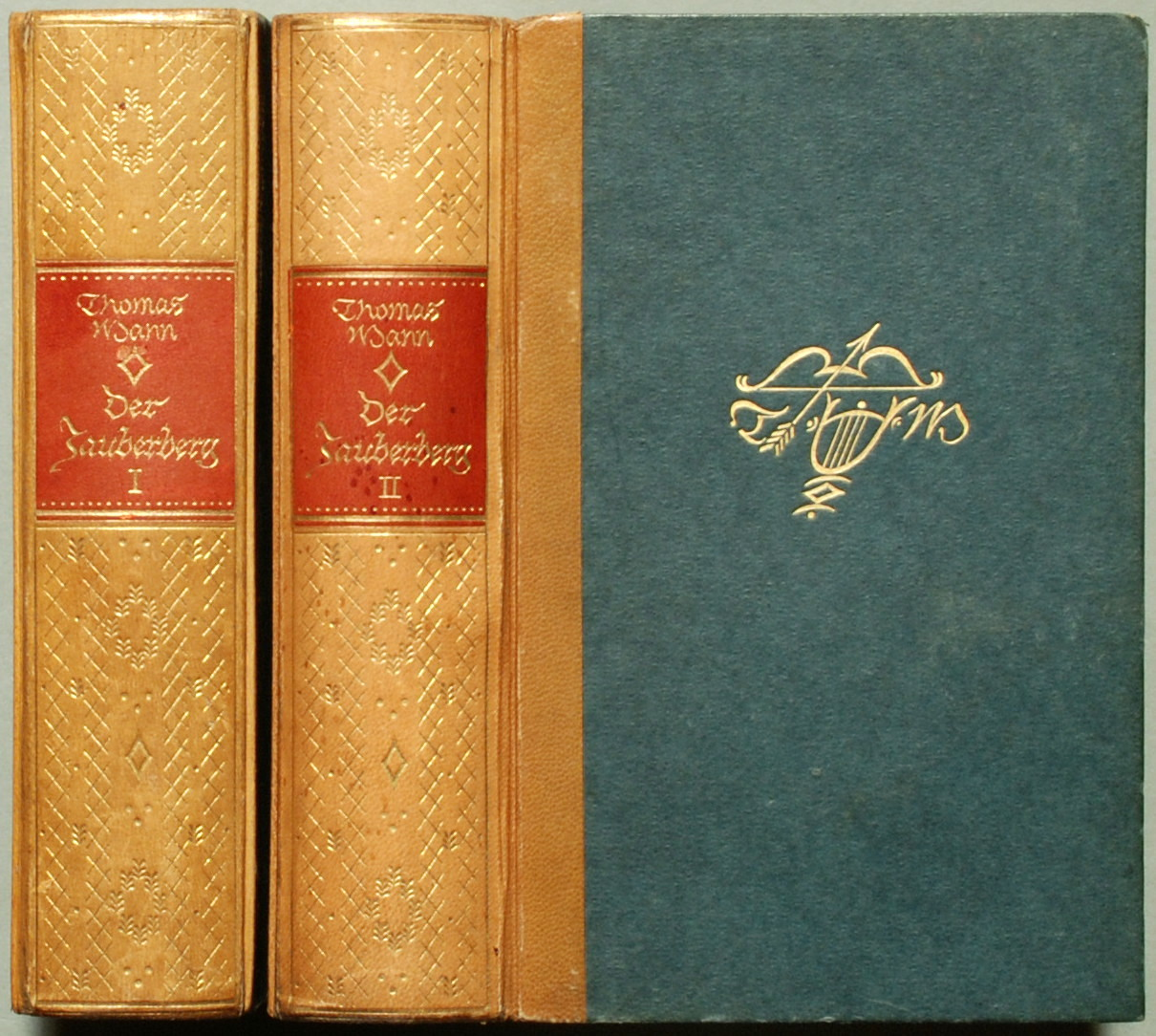

## Український переклад
Роман «Зачарована гора» в українському перекладі Романа Осадчука вийшов у видавництві «Юніверс» 2009 року.
Томас Манн, Зачарована гора, роман, 2 томи, вид. Юніверс, Київ, 2009, ISBN 978-966-8118-65-4.